# Kegnæs

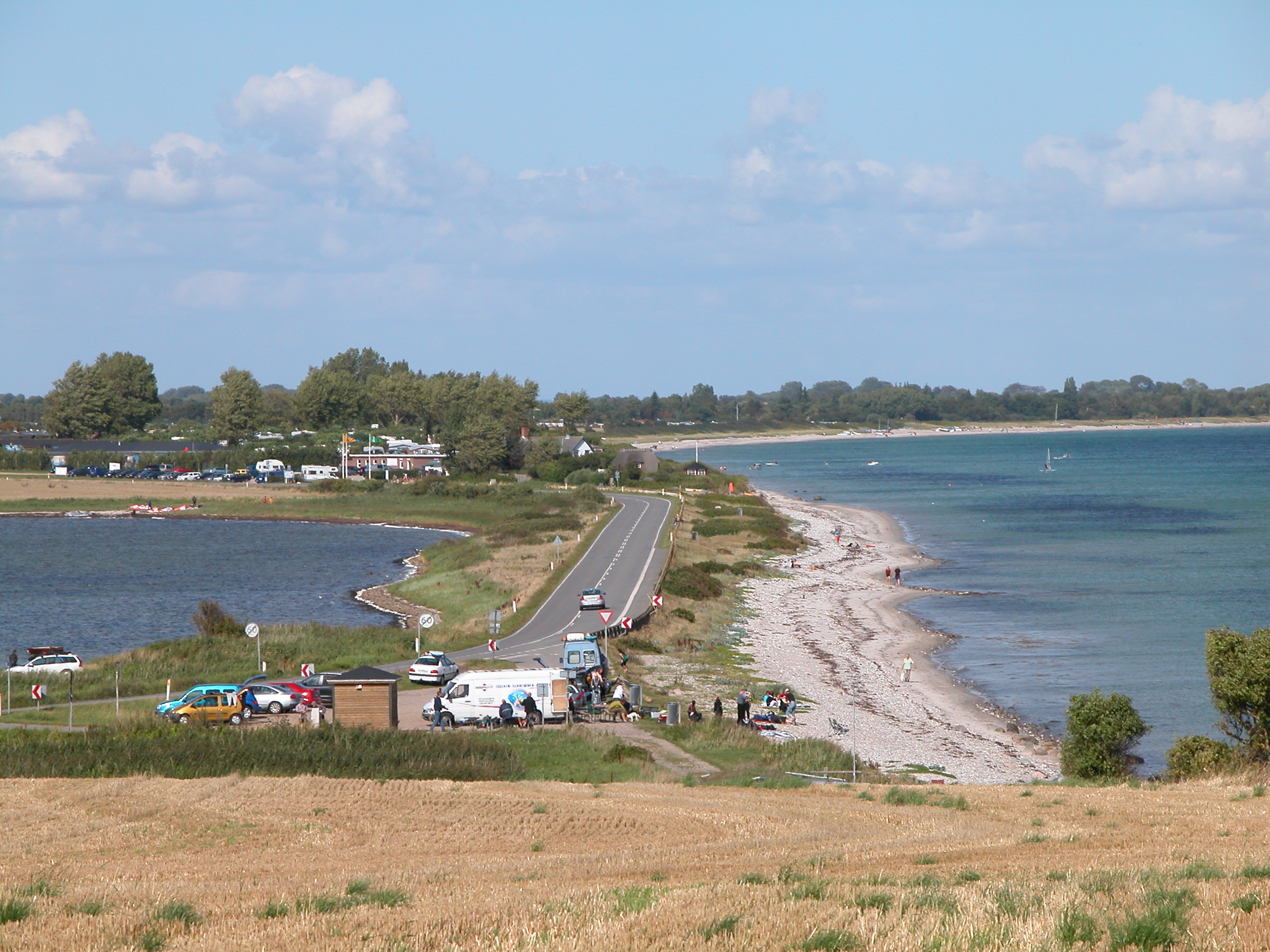
Kegnæs Drej

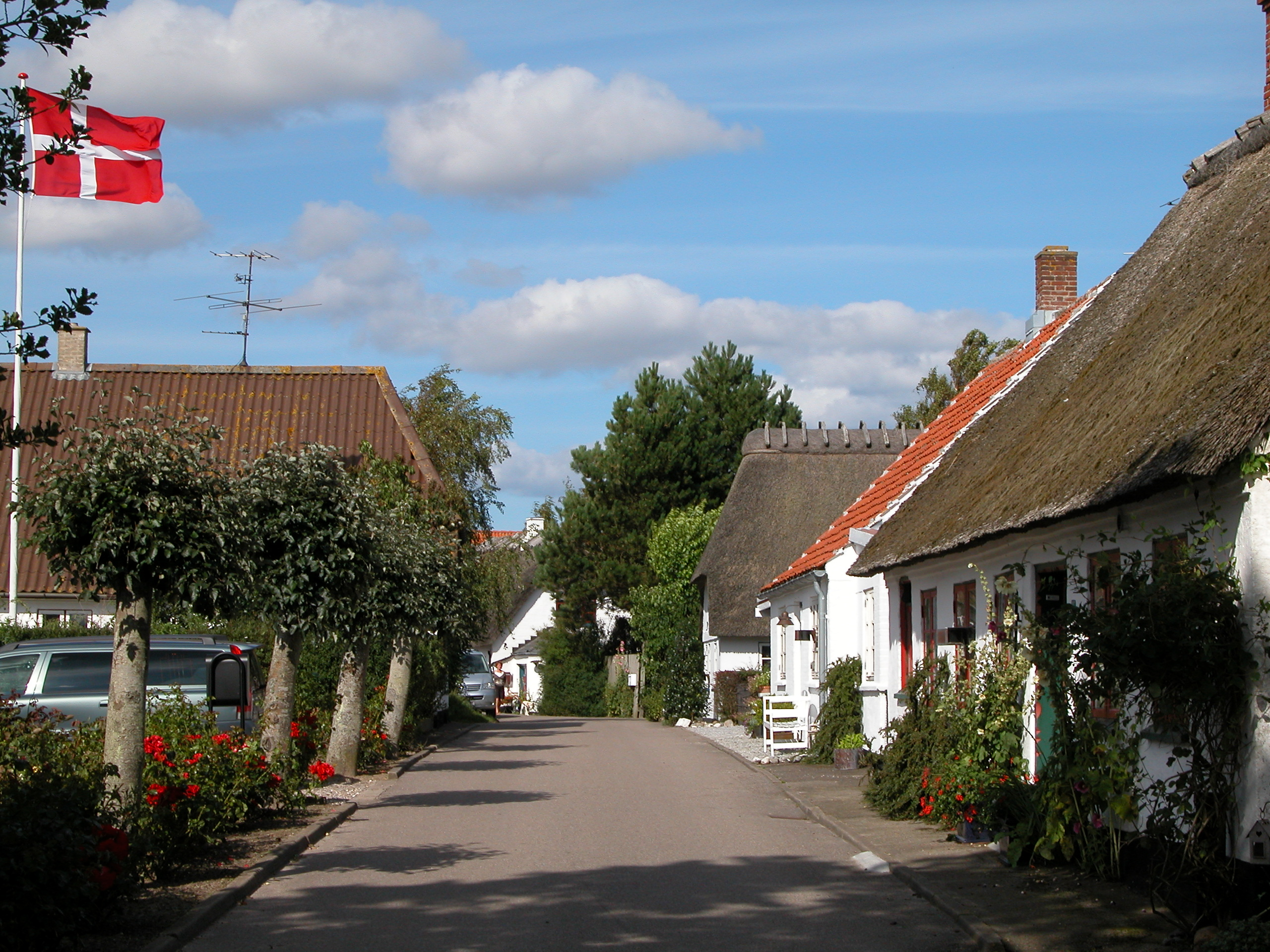
Sønderby

Kegnæs (deutsch Kekenis; Sønderjysk bzw. Alsisk: Kæjnes; erstmals 1460 als Kekenisse erwähnt) ist eine Halbinsel am südlichen Ende der Insel Alsen (dänisch Als), Nordschleswig, Dänemark.

## Lage und Größe
Kegnæs grenzt im Süden an die Flensburger Außenförde, im Norden an das Höruphaff, ein Seitenarm der Flensburger Förde. Lediglich die etwa 700 m lange Nehrung Drejet verbindet die Halbinsel mit Lysabild.
Kegnæs umfasst knapp 17 Quadratkilometer, hier leben 563 Menschen (Stand:1. Januar 2023), vor 150 Jahren waren es noch über 1000. Das Moränenland, das bis zu 20 m ü. NHN ansteigt, ist recht fruchtbar, aber fast völlig waldlos.
Die Besiedlung ist überwiegend von Einzelhöfen und kleineren Häusergruppen geprägt. Nur Sønderby (dt.: Sonderby) und Østerby (dt.: Osterby) bilden geschlossene Dörfer.

## Geschichte
In der Stein- und Bronzezeit war die Halbinsel Kegnæs dicht besiedelt, für die folgenden 1500 Jahre sind jedoch keine Besiedlungsspuren mehr festzustellen. Als unbewohnter Walddistrikt wurde es vom 1373 erstmals erwähnten Gut Kegnæsgård (dt.: Kekenis-Hof) aus verwaltet; dieser Hof lag freilich nicht auf der Halbinsel selbst, sondern etwas nördlich bei Skovby (dt.: Schauby) im Kirchspiel Lysabild Sogn. Im 16. Jahrhundert wurde die Bewaldung durch intensive Schweinemast weitgehend zerstört. Zu Beginn des 17. Jahrhunderts entschloss sich Herzog Johann der Jüngere, der über die damaligen Ämter Sonderburg und Norburg (inkl. der Insel Ærø) und über das Gebiet um Plön in Holstein herrschte, nachdem er dort sämtliche Adelsgüter aufgekauft hatte, zur Rodung und Neubesiedelung der Halbinsel.

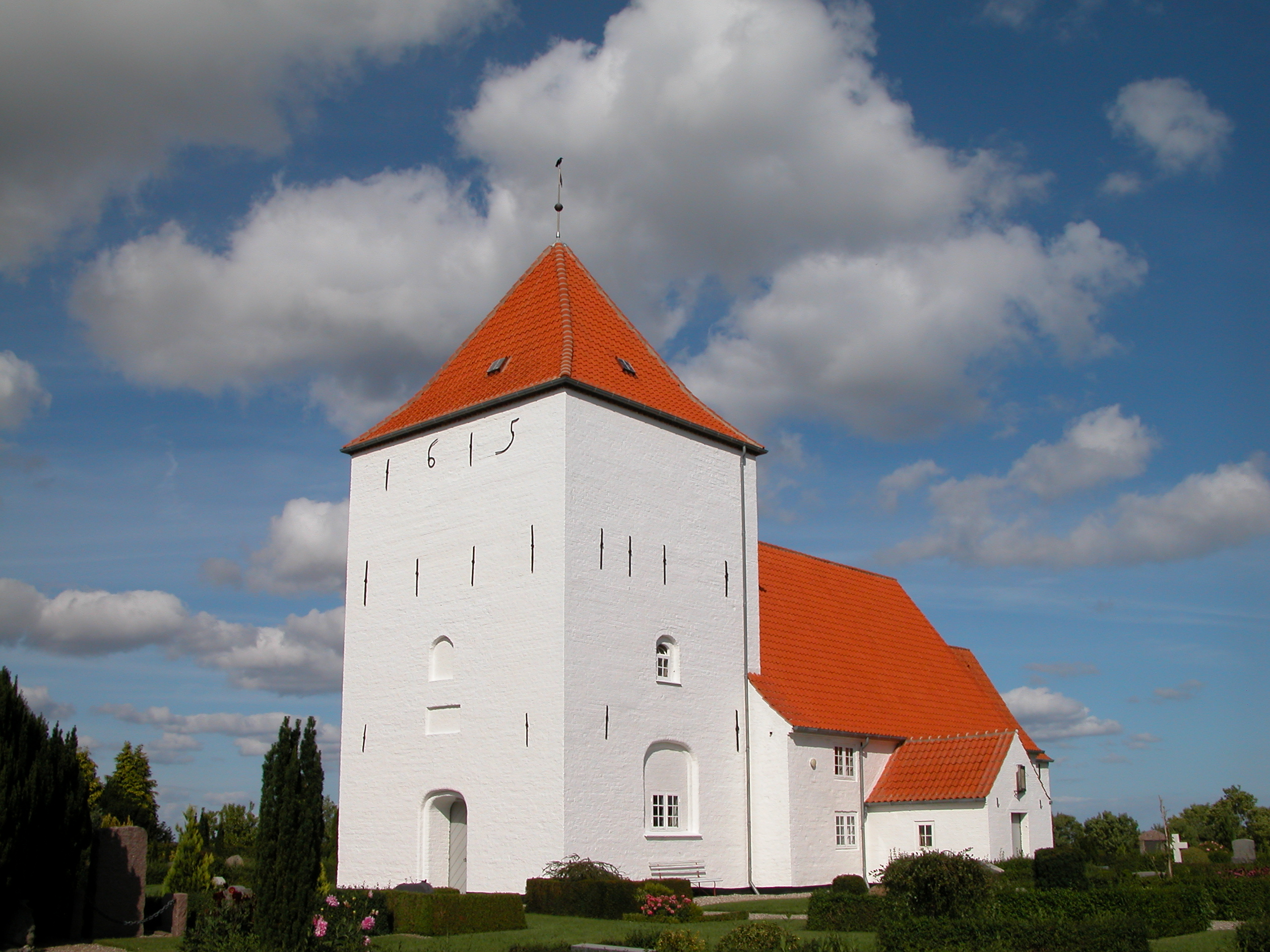
Kegnæs Kirke in Sønderby

Zunächst wurden drei Dörfer angelegt, die ihrer Lage entsprechend einfach Vester-, Sønder- und Østerby genannt wurden. Vesterby wurde allerdings bald zugunsten des Allodialguts Hjortholm abgebaut. Die ersten Bewohner von Kegnæs bestanden aus zwangsumgesiedelten Schuldnern des Herzogs. 1615 wurde Kegnæs als evangelisches Kirchspiel von Lysabild abgetrennt und erhielt eine eigene Kirche bei Sønderby. Sie liegt der fast gleichzeitig errichteten und im Bau sehr ähnlichen Kirche von Neukirchen in Angeln (heute zur Gemeinde Quern) am anderen Ufer der Förde schräg gegenüber.
Bei der Teilung der Lande Herzog Johanns des Jüngeren verblieb das südliche Alsen mit Kegnæs beim Sonderburger Stammhaus. Nach dessen Bankrott 1667 wurde es königlich. Zunächst blieben die beiden Kegnæser Lehnsdistrikte Hirschholm und Neuhof als Birk Kekenis bestehen, doch wurden sie bald mit den übrigen Gütern auf Südalsen, die nicht nach und nach vom Herzog von Augustenburg, einem Nachfahren der Sonderburger Herzöge, aufgekauft wurden, sondern königlich blieben, zur Alsener Süderharde (Als Sønder Herred) zusammengefasst. Als neben Sønderborg einziges Kirchspiel auf Alsen gehörte Kegnæs zum Bistum Schleswig und nicht zum Bistum Odense.
1765/66 wurde Kegnæs verkoppelt und bekam dadurch die bis heute bestehende Grundstruktur aus verstreuten Höfen verschiedener Größe. Im Krieg 1848–1850 blieb ganz Alsen durchgehend unter Kontrolle dänischer Truppen. 1864 folgte die Angliederung an Preußen. Nach preußischer Gemeindeordnung gehörte die Landgemeinde Sönderby-Osterby zum Kreis Sonderburg, bis Nordschleswig 1920 wieder dänisch wurde. Bei der Sturmflut vom 13. November 1872 wurden weite Teile der Halbinsel überflutet und schwer in Mitleidenschaft gezogen.
Sønderby und Østerby bilden gemeinsam eine Gemarkung, während der nördliche Teil zur Gemarkung Hjortholm (ursprünglich 1649 niederdt. Hartzholm, dt.: Hirschholm), der östliche zur Gemarkung Nygaard (dt.: Neuhof) gehört. Die drei Gemarkungen bildeten in der Zeit von 1867 bis 1920 selbständige Landgemeinden.
Seit 2007 gehört die Halbinsel zur Sønderborg Kommune.

## Sehenswürdigkeiten
- Kegnæs Kirke in Sønderby, die Herzog Johann der Jüngere 1615 errichten ließ

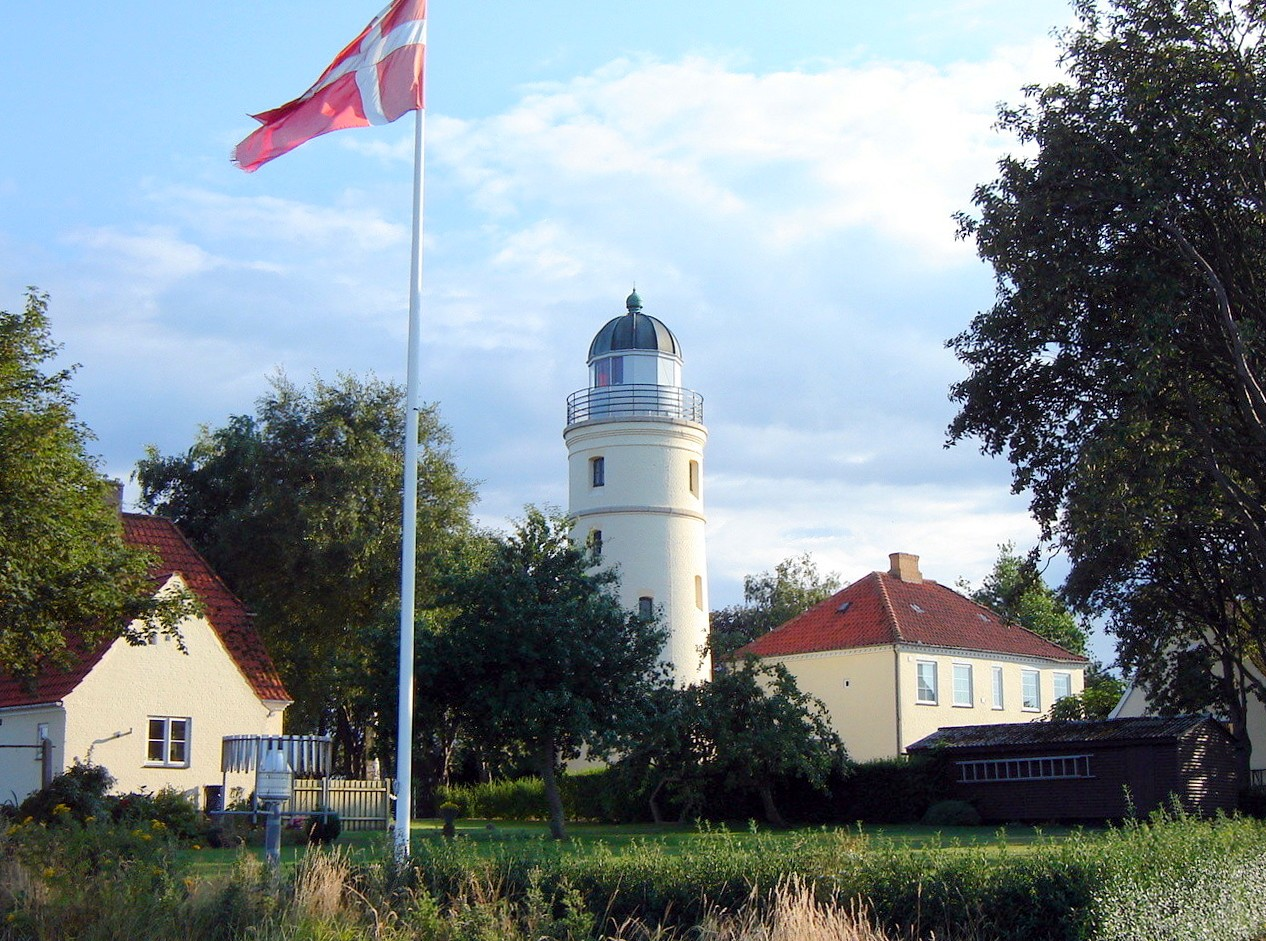
Leuchtturm auf Kegnæs

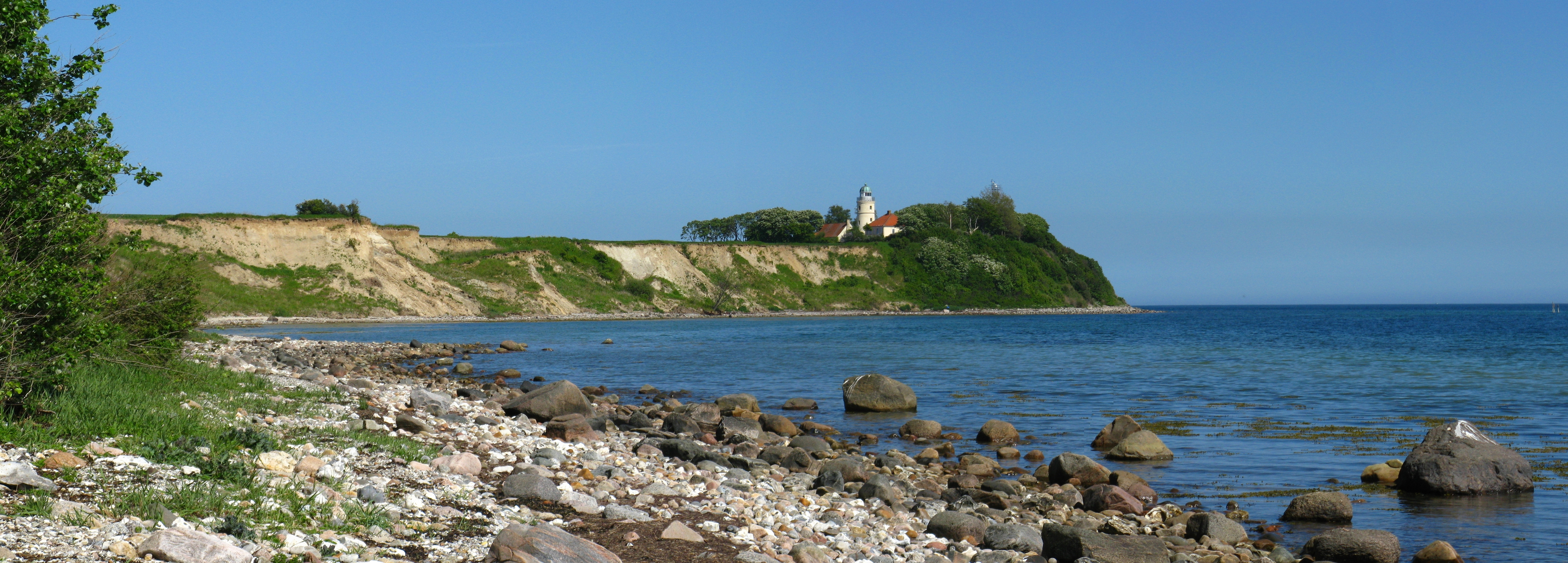
Südküste von Kegnæs

- Leuchtturm auf Kegnæs, 18 m hoch, 1896 erbaut. Der Turm kann von Mai bis September besichtigt und auch bestiegen werden. Hier befindet sich außerdem eine meteorologische Station sowie ein Beobachtungsposten der dänischen Marine. Ein an gleicher Stelle bereits im Jahre 1845 errichteter Turm wurde später abgebaut.
- Die Kajborg, eine noch in geringen Resten sichtbare abgegangene Burg aus dem frühen Mittelalter unmittelbar am Südende der Landbrücke Drej.

## Wirtschaft und Verkehr
- Tourismus: es gibt mehrere Campingplätze und Ferienhausgebiete auf der Halbinsel
- Landwirtschaft
- infrastrukturell etwas abgelegen